# Jorrys von Schaesberg
Jorrys von Schaesberg († 17. Mai 1562) (eigentlich Georg von Schaesberg) war Oberhaupt des niederrheinischen Adelsgeschlechtes von Schaesberg.

## Leben
Jorrys war der Sohn von Wilhelm IV. und Christina geb. von Hochkirchen. Er heiratet in erster Ehe am 24. September 1510 die wohlhabende Anna Judenkop von Streithagen. Aus der Ehe gingen fünf Kinder hervor. Michael, Reinhard und Christine wählten den geistlichen Stand. Wilhelm begründete die Seitenlinie „Schaesberg-Streithagen“. Johann der Erstgeborene, führte die Linie von Schaesberg fort. In zweiter Ehe verheiratete sich Jorrys am 28. Juli 1540 mit Merryn Elisabeth von Bouysdell. Die Ehe blieb kinderlos.
Jorrys starb am 17. Mai 1562 an einem unbekannten Ort.